# Tasmània
Tasmània és una illa i un estat d'Austràlia. És situada a 240 quilòmetres al sud de la banda est del continent, del qual la separa l'estret de Bass. L'estat inclou l'illa de Tasmània -la 26a illa més gran del món- i les illes perifèriques. L'estat tenia 500.000 persones (el desembre de 2008), de les quals almenys la meitat resideixen a la zona de Hobart. La superfície terrestre de Tasmània és de 68.401 quilòmetres quadrats, dels quals 62.409 corresponen a l'illa principal.
La capital de l'estat és Hobart, fundada el 1804.

## Toponímia
En la reconstruïda llengua kani de Palawa, l'illa principal de Tasmània es diu lutruwita, un nom originalment derivat de l'idioma tasmanià de l'illa Bruny. George Augustus Robinson ho va registrar com Loe.trou.witter i també com Trow.wer.nar, probablement d'un o més dels idiomes de Tasmània oriental o nord-oriental. No obstant això, també el va registrar com a nom per a Cape Barren Island. En el segle xx, alguns escriptors el van usar com un nom aborigen per a Tasmània, titulat "Trowenna" o "Trowunna". Ara es creu que el nom s'aplica més adequadament a Cape Barren Island, que ha tingut un doble nom oficial de "Truwana" des de 2014.
Tasmània porta el nom d'Abel Tasman, explorador neerlandès, qui va fer el primer albirament europeu de l'illa el 24 de novembre de 1642. Tasman va nomenar l'illa Anthony van Diemen's Land després del seu patrocinador Anthony van Diemen, el governador de les Índies Orientals holandeses. Posteriorment, els britànics van escurçar el nom a Van Diemen's Land. Va ser canviada de nom oficialment com a Tasmània, en honor del seu primer descobridor europeu l'1 de gener de 1856.
Tasmània va ser a vegades coneguda com "Dervon", com s'esmenta en la Carta de Jerilderie escrita pel famós bushranger australià Ned Kelly el 1879. L'expressió col·loquial de l'estat és "Tassie". Tasmània també es redueix col·loquialment a "Tas", principalment quan s'utilitza en noms de negocis i direccions de llocs web. TAS és també l'abreviatura d'Austràlia Post per a l'Estat.
El Govern de Tasmània ha acceptat diversos noms de kani de Palawa, basats en registres històrics de noms d'aborígens. Una dotzena d'aquests (a continuació) són noms d'ús múltiple (bilingües), i altres dos són àrees sense límits amb sols noms de Palawa.
També hi ha una sèrie de llocs arqueològics amb noms de Palawa. Alguns d'aquests noms han estat polèmics, amb noms proposats sense consultar a la comunitat aborigen o sense tenir una connexió amb el lloc en qüestió.
A més d'una geografia diversa de les Primeres Nacions, on les restes són preservades en forma rugosa per la documentació europea
, Tasmània és conegut com un lloc per a noms de placebo no ortodoxos.
 Aquests noms sovint provenen de definicions perdudes, on els noms descriptius han perdut els seus vells significats i han pres noves interpretacions modernes (e.g. «Bobs Knobs»). Altres noms han conservat el seu significat original, i sovint són descripcions pintoresques o frèvoles (e.g. «Paradís»).

## Història

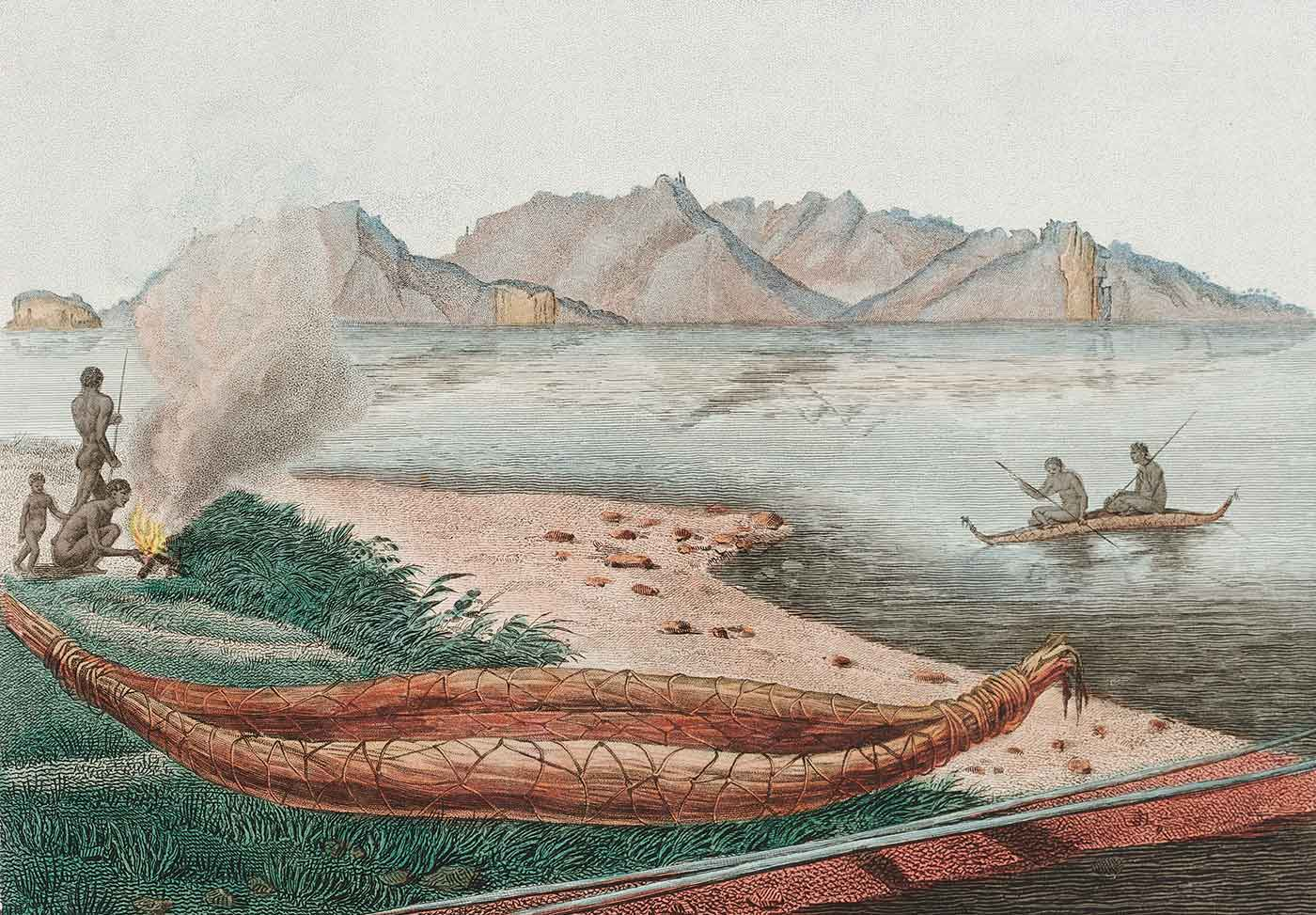
1807 gravat per l'explorador francès Charles Alexandre Lesueur mostra gent aborigen marinera i una gran canoa en la costa oriental de l'illa de Schouten

L'ocupació humana de Tasmània es remunta a trenta-cinc mil anys enrere.Quan els aborígens van arribar a l'illa, aquesta estava unida al continent australià. Al final de l'edat de gel, fa dotze mil anys, va pujar el nivell de l'aigua de l'estret de Bass i Tasmània es va separar del continent. L'explorador holandès Abel Tasman va arribar a l'illa el 1642 i li va donar el seu nom actual.

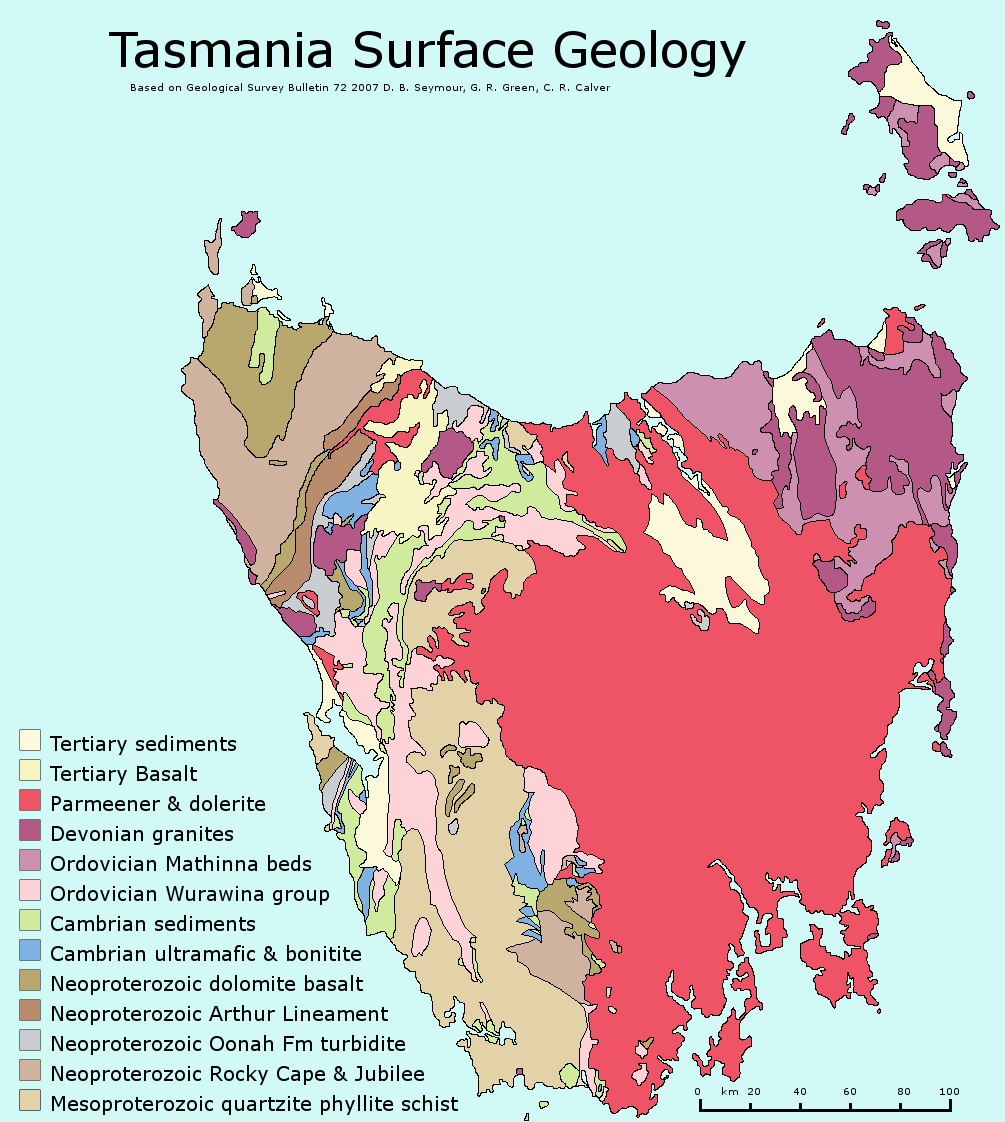
Mapa que mostra les característiques geològiques generals de la superfície de Tasmània. Destacar l'extensió de la diabasa, i els mosaics en l'oest.

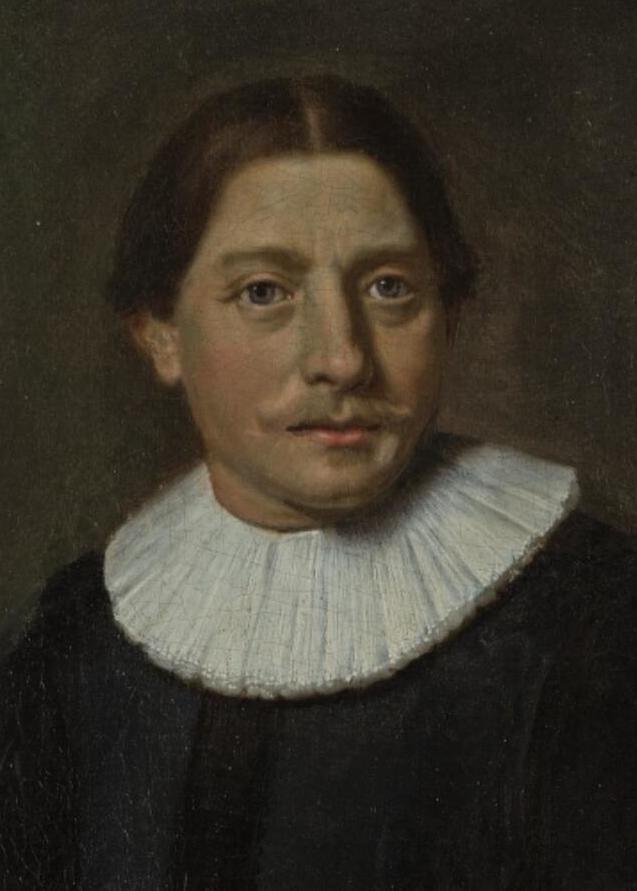
Tasmania rep el nom de l'explorador holandès Abel Tasman, el primer europeu que va veure l'illa el 1642

En el moment del contacte europeu, el poble aborigen de Tasmània tenia nou nacions principals o grups ètnics. En el moment de l'ocupació britànica i la colonització el 1803, la població indígena s'estimava entre 3.000 i 10.000 persones.
L'anàlisi d'estudis poblacionals de l'historiador Lyndall Ryan la va portar a concloure que hi havia al voltant de 7.000 disseminats per les nou nacions de l'illa; Nicholas Clements, citant la recerca de N.J.B. Plomley i Rhys Jones, van establir una xifra de 3.000 a 4.000. Es van dedicar a la pirotècnia, van caçar el joc incloent cangur i wallabies, van capturar foques, mostrejos, mariscos i peixos i van viure com nou "nacions" separades a l'illa, que coneixien com "Trouwunna".
Es va separar de la colònia de Nova Gal·les del Sud quan va començar la colonització britànica, el 1803, quan es calcula que vivien entre 5.000 i 10.000 aborígens a Tasmània. La Guerra negra, o genocidi de Tasmània, ulterior feu desaparèixer tota la població autòctona.
Els primers colons van ser en la seva major part presidiaris i els seus guardians. Es van construir diverses colònies penals per l'illa, entre les quals van destacar per la seva duresa i rigor les de Port Arthur i Macquarie Harbour. Tasmània va rebre finalment 75.000 condemnats, quatre de cada deu persones transportades a Austràlia. El 1819 la població aborigen i britànica va assolir la paritat (amb uns 5.000 habitants de cada grup), tot i que entre els colons els homes eren superiors a les dones en una proporció de quatre a un. Els colons lliures van començar a arribar en gran quantitat a partir del 1820, atrets per la promesa de concessió de terres i treball gratuït dels condemnats. L'assentament a l'angle nord-oest de l'illa va ser monopolitzat per la Van Diemen's Land Company, que va enviar els seus primers agrimensors al districte el 1826.
Aproximadament 80.000 condemnats van ser enviats a la Terra de Van Diemen abans que aquesta pràctica, coneguda com a transport, cessés el 1853.

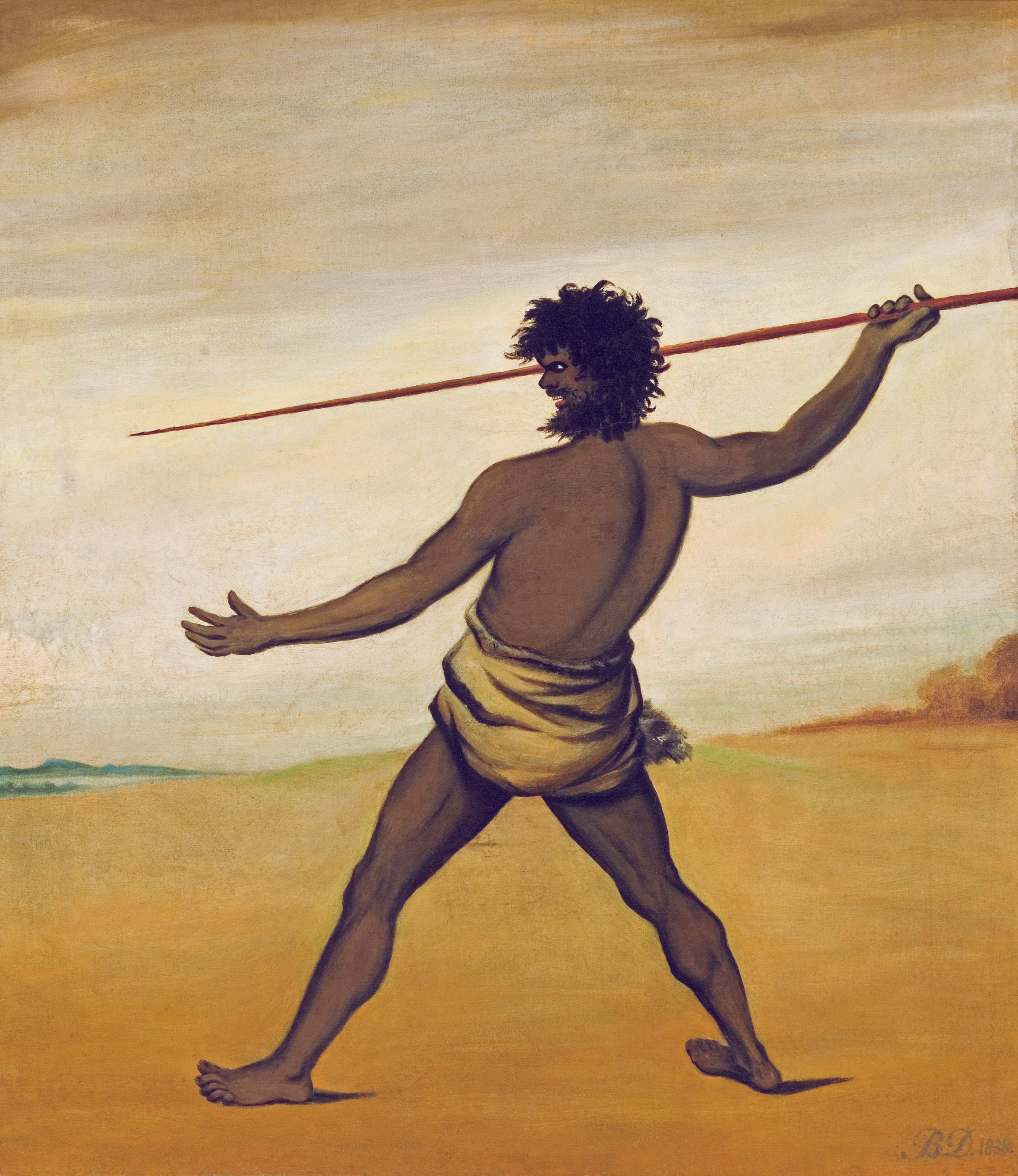
Pintura d'un aborigen tasmanià tirant una llança, 1838

Les tensions entre els habitants aborígens i blancs de Tasmània van augmentar, en part impulsades per la creixent competència pel cangur. L'explorador i oficial naval John Oxley el 1810 va assenyalar les "moltes crueltats atroces" infligides als aborígens pels defensors convictes en el nord, que al seu torn van portar a atacs negres contra caçadors blancs solitaris. Les hostilitats van augmentar encara més amb l'arribada de 600 colons de l'illa de Norfolk entre 1807 i 1813. Van establir granges al llarg del riu Dergoing i est i oest de Launceston, ocupant el 10% de la terra de Van Diemen. Per a 1824 la població colonial havia augmentat a 12.600, mentre que la població ovina de l'illa havia arribat a 200.000. La ràpida colonització va transformar les zones tradicionals de caça de cangur en granges amb bestiar de pasturatge, així com voltes, tanques i murs de pedra, mentre que les patrulles policials i militars es van incrementar per a controlar als treballadors agrícoles convictes.

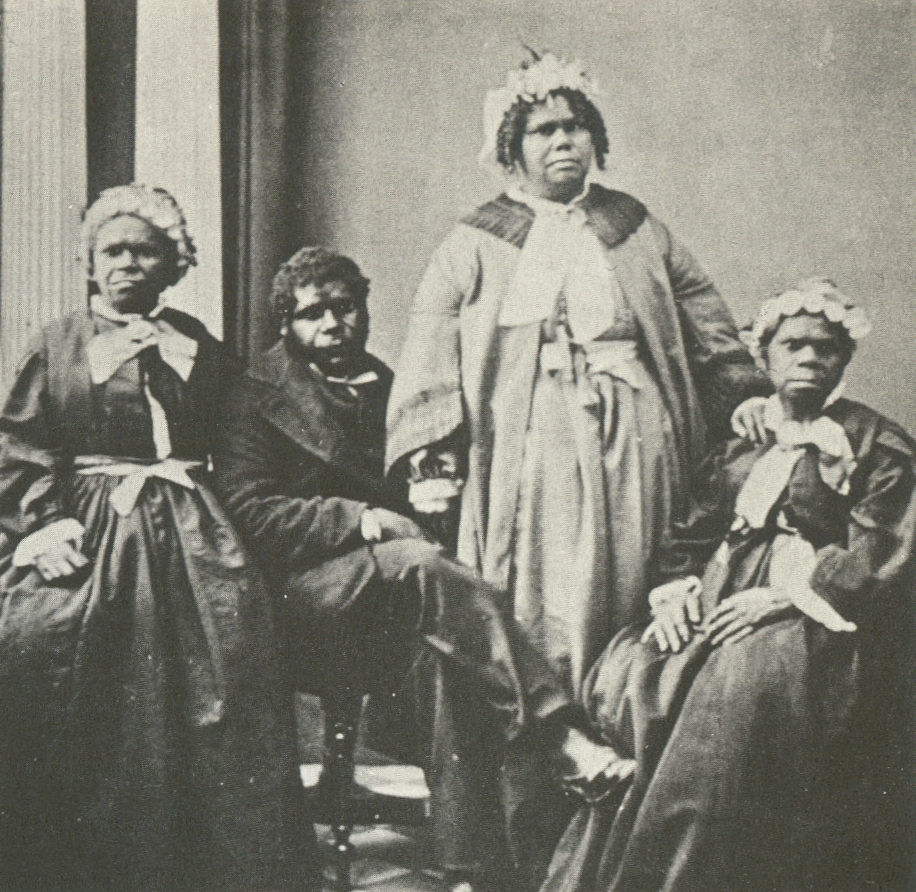
Quatre ancians de sang completa aborígens de Tasmània, c. 1860. Truganini, durant molts anys s'ha afirma que va ser l'última persona aborigen de sang completa

Després que les hostilitats entre els colons i els pobles aborígens cessessin el 1832, gairebé totes les restes de la població indígena van ser persuadits o forçats per l'agent del govern George Augustus Robinson per a traslladar-se a l'illa de Flinders. Molts ràpidament van sucumbir a malalties infeccioses a les quals no tenien immunitat, reduint encara més la població. Dels traslladats de Tasmània, l'últim a morir va ser Truganini, el 1876.
La gairebé destrucció de la població aborigen de Tasmània ha estat descrita com un acte de genocidi per historiadors com Robert Hughes, James Boyce, Lyndall Ryan i Tom Lawson. No obstant això, altres historiadors, com Henry Reynolds, Richard Broome i Nicholas Clements, no estan d'acord amb la tesi del genocidi, argumentant que les autoritats colonials no tenien la intenció de destruir la població aborigen íntegrament o en part. Boyce ha afirmat que la "Proclamació que separa als aborígens dels habitants blancs" d'abril de 1828 sancionava la força contra els aborígens "per cap altra raó que ells eren aborígens". No obstant això, com assenyalen Reynolds, Broome i Clements, hi havia una guerra oberta en aquest moment. Boyce va descriure la decisió de retirar a tots els aborígens de Tasmània després de 1832 —quan van deixar de lluitar contra els colons blancs— com una posició política extrema. Va concloure: "El govern colonial de 1832 a 1838 va netejar ètnicament la meitat occidental de la terra de Van Diemen". No obstant això, Clements i Flood assenyalen que va haver-hi una altra ona de violència en el nord-oest de Tasmània el 1841, que va implicar atacs contra barraques de colons per part d'una banda de tasmanos aborígens que no havien estat remoguts de l'illa.
El 1855 es va promulgar l'actual Constitució de Tasmània, i a l'any següent la colònia va canviar formalment el seu nom per Tasmània. El 1901 es va convertir en un estat d'Austràlia a través del procés de la federació d'Austràlia.
Avui dia, Tasmània té la segona economia més petita dels estats i territoris australians, que està significativament formada per turisme, agricultura i aqüicultura, educació i salut. Tasmània és un important exportador agrícola, així com un destí significatiu per a l'ecoturisme. Al voltant del 42% de la seva superfície terrestre, inclosos els parcs nacionals i els Llocs del Patrimoni Mundial (21%) està protegida en alguna forma de reserva. El primer partit polític ambiental del món va ser fundat a Tasmània.

## Fauna de Tasmània

### Marsupials
Llop marsupial

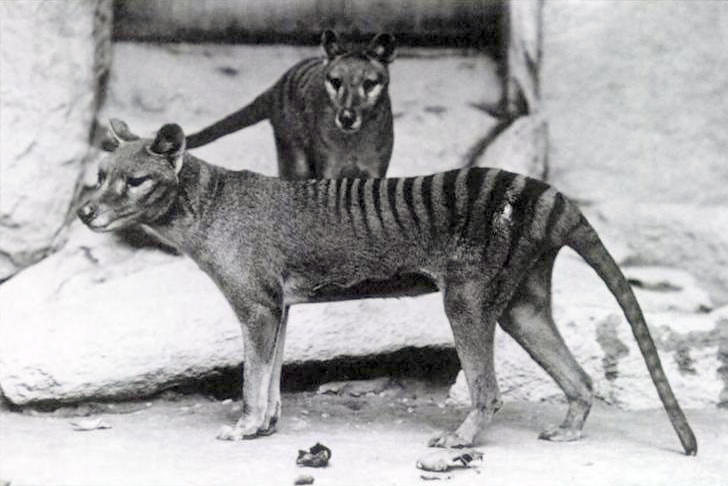
Llop de Tasmània en un zoo a principis del segle XX

L'illa de Tasmània era l'hàbitat natural del llop de Tasmània, un marsupial que s'assemblava a un gos salvatge. Aquest animal, que també rebé el nom de tigre de Tasmània per les ratlles negres de l'esquena, va desaparèixer ràpidament del continent australià a causa de la competència que li feia el dingo. Durant el segle xx, a conseqüència de les persecucions per part dels pagesos, dels caçadors empleats pel govern i, més tard, dels col·leccionistes per als museus d'altres països, aquest mamífer va desaparèixer a Tasmània.
El llop de Tasmània era el marsupial més gran que es coneix. Era un dels dos únics marsupials que tenen una butxaca en tots dos sexes (conjuntament amb l'opòssum aquàtic). Aquesta butxaca tenia una funció protectora per als mascles, ocultant els seus òrgans genitals quan corrien per la frondositat del bush. El darrer llop de Tasmània va morir el setembre de 1936, al zoo de Hobart. Alguns investigadors havien aconseguit recuperar fragments del seu ADN per a clonar-lo, però el projecte no tingué èxit, ja que l'ADN presentava una fragmentació massa important.

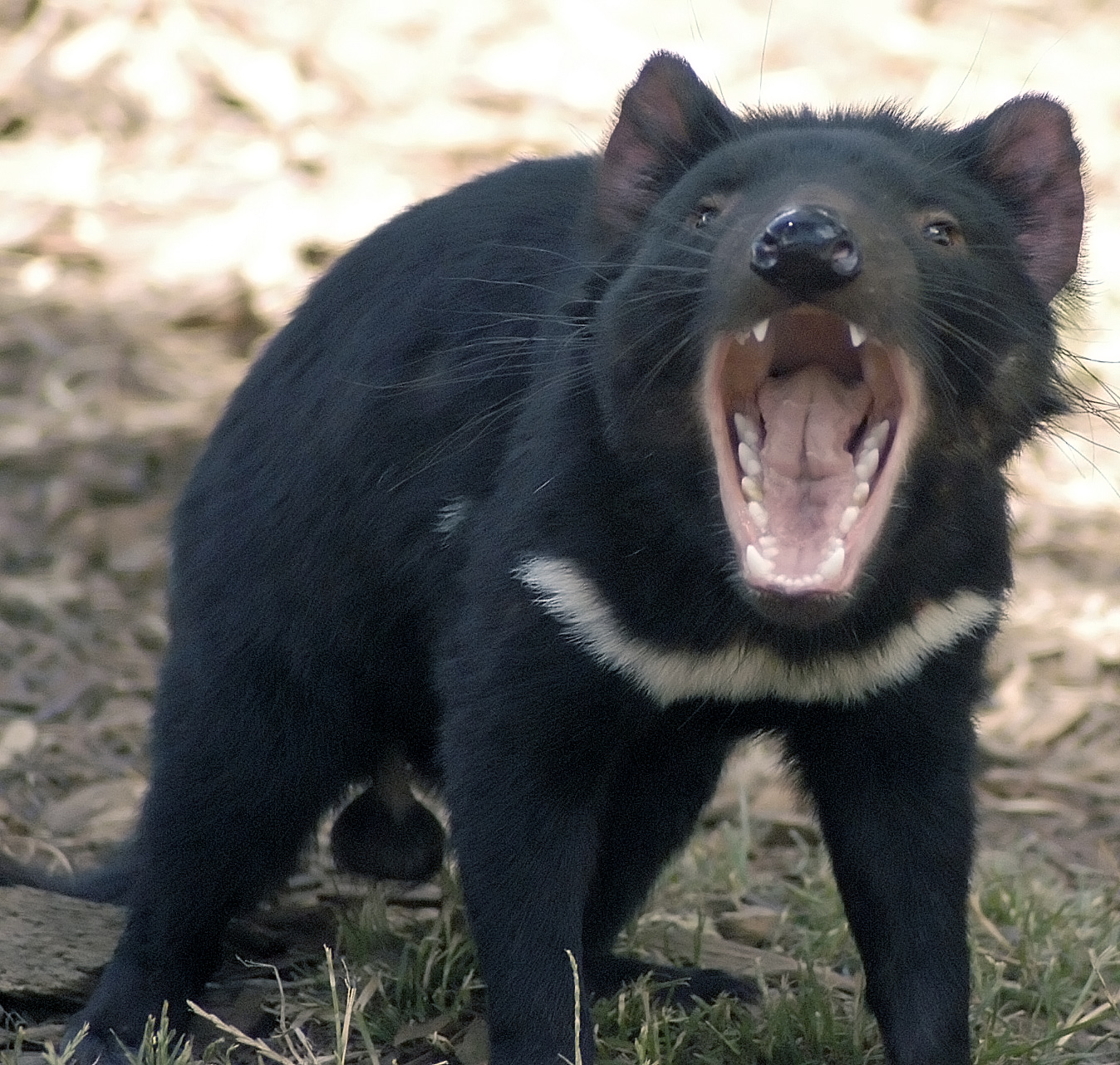
Diable de Tasmània
El diable de Tasmània és un marsupial carnívor que pot pesar fins a 10 kg i pot arribar a fer uns 80 cm de llarg sense la cua. La seva talla és la d'un gosset, tot i que és molt més forçut. El seu pelatge és negre amb clapes blanques. Les seves preses predilectes són els ualabis, els ocells, els rosegadors i els insectes. Malgrat la mala fama que té, és un animal que es pot domesticar fàcilment. Els seus crits ferotges, el seu mal caràcter i la pudor que emet quan esdevé nerviós, si es combinen a la seva eficiència de carronyaire, expliquen prou bé el seu malnom de diable.
D'ençà el 2005, la població de diables s'ha reduït el 80% en certes zones de l'illa per culpa d'una malaltia, el tumor facial del diable de Tasmània que, a poc a poc, va estenent-se per tot el país. Es pensa que gran part dels diables es moren de fam quan el tumor arriba a la boca. Malauradament, ara per ara no existeix cap antídot a aquesta malaltia. Per a pal·liar aquest declivi de població, el govern de Tasmània ha elaborat un programa de multiplicació d'aquests marsupials en captivitat. Així, l'objectiu principal és arribar a assolir una població de diables genèticament diversa i sana. De moment, el programa sembla donar fruit.
El diable de Tasmània ha esdevingut un animal popular a causa del personatge de Taz als dibuixos animats de la Warner Bros.
Ualabi
El ualabi de Bennett hi és força comú, poc ferotge, sovint deixa que se li aproximin, sobretot en els parcs nacionals de Tasmània.
Uombat
El uombat comú és un marsupial herbívor nocturn que pot arribar a pesar fins a 35 kg. Té unes urpes i potes molt potents.

### Monotremes

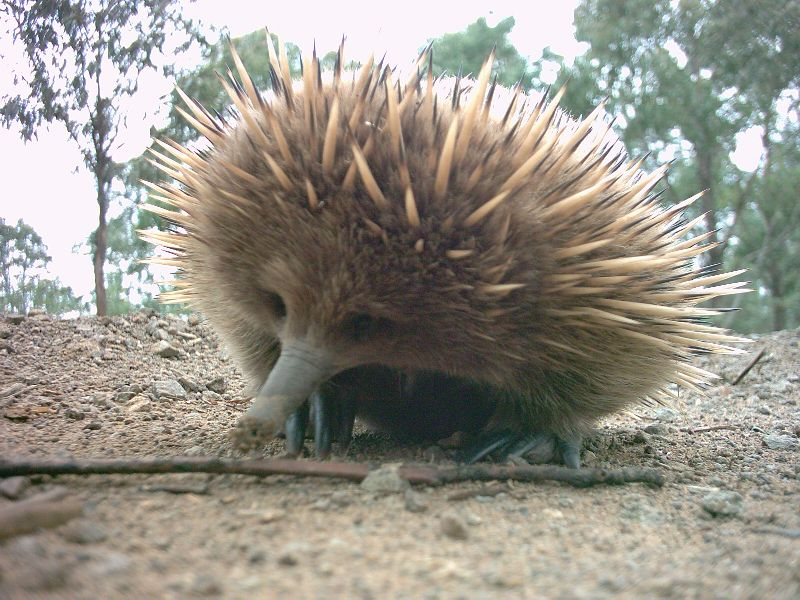
Equidna de Tasmània

L'equidna forma part de la família dels monotremes. El seu cos és cobert de pèls i de punxes ben esmolades. Té una llengua d'uns 15 cm de llargària. L'equidna australià pot arribar a pesar fins a 5 kg i sol colgar-se, deixant només les seves punxes a fora, per a protegir-se quan se sent amenaçat.
A Tasmània, s'hi poden trobar també alguns ornitorrincs.